# Tramwaje w Legnicy

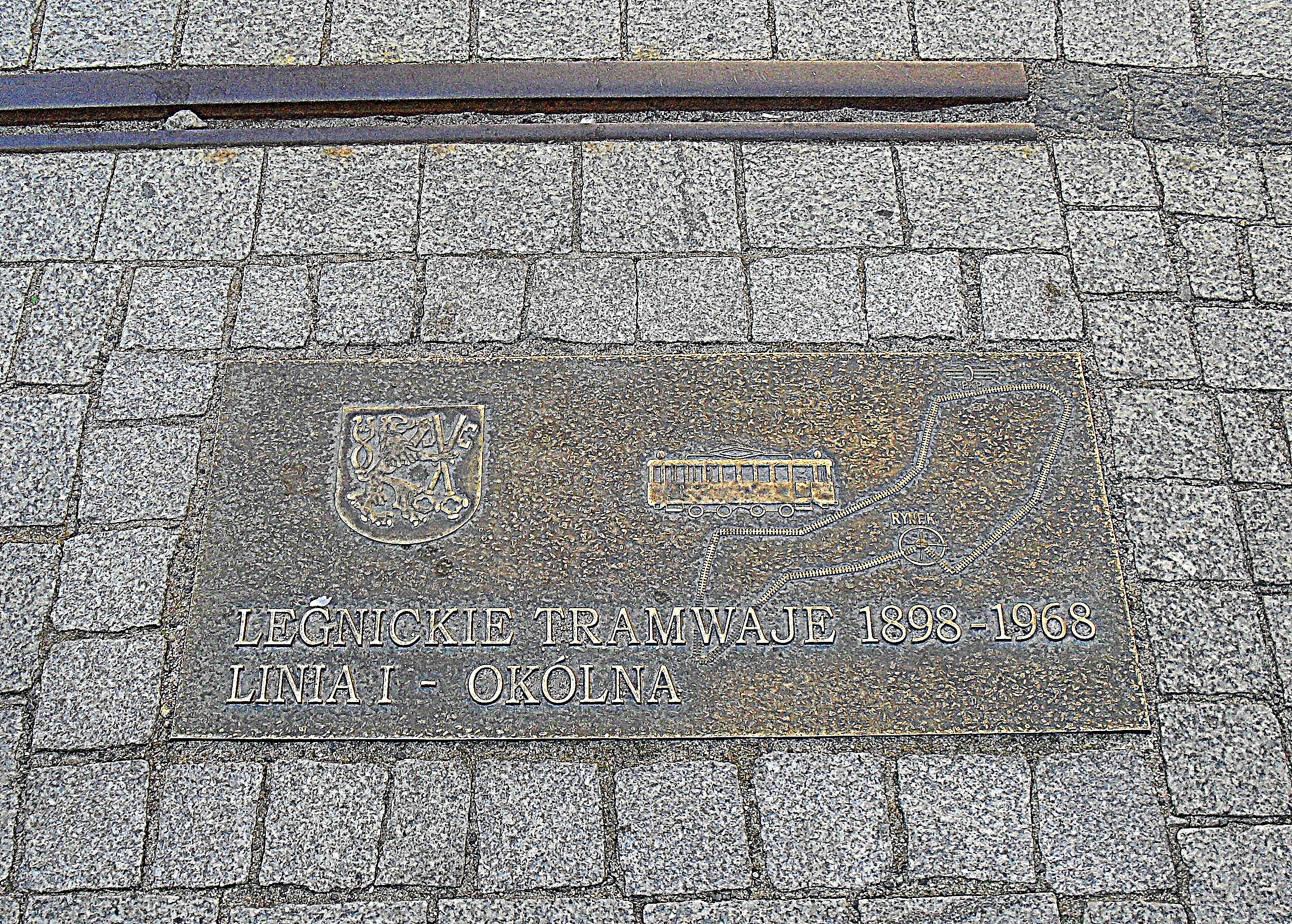
Płyta pamiątkowa na legnickim Rynku

Tramwaje w Legnicy – system tramwajowy działający w Legnicy w latach 1898–1968.

## Geneza
Od średniowiecznej lokacji Legnica funkcjonowała w obrysie murów miejskich, których rozbiórkę zapoczątkowało zlikwidowanie wałów miejskich w 1760 roku, a zwieńczyła intensywna akcja rozbiórki murów po roku 1860. Skutki rewolucji przemysłowej: doprowadzenie do miasta Kolei Dolnośląsko-Marchijskiej oraz powstanie dzielnicy fabrycznej spowodowały napływ robotników do liczącego na początku XIX wieku około 7000 mieszkańców miasta. Po roku 1860 przedsiębiorcy wznosili kwartały czteropiętrowych kamienic czynszowych dla robotników wokół Starego Miasta (dzielnica Kartuzy, obrzeża Tarninowa), co zwiększyło powierzchnię miasta i umożliwiło napływ ludności, a w konsekwencji wywołało potrzebę zorganizowania transportu publicznego.
W latach 1878–1880 samorządowe władze Legnicy odrzucały propozycje wprowadzenia przez prywatnych koncesjonariuszy pasażerskich i pasażersko-towarowych tramwajów konnych, w 1880 roku transportu towarowego z wykorzystaniem tramwaju parowego, a w 1896 – pasażerskiego tramwaju gazowego. Przyczyną odmów były niezadowalające magistrat warunki finansowe ofert. 22–24 czerwca 1896 udzielono spółce Felix Singer & Co. z Berlina (która posiadała już wówczas sieć tramwajową w Bambergu) koncesji na równoległą budowę wąskotorowego (1000 mm) tramwaju elektrycznego oraz wyposażenie miasta w sieć elektroenergetyczną, której dotąd w Legnicy nie było. Powołana przez Felix Singer & Co. spółka celowa Gesellschaft Elektrizitäts-Werk Liegnitz (posługująca się skrótem EWL) zyskała monopol na sprzedaż w mieście energii elektrycznej w zamian za obowiązek prowadzenia transportu miejskiego i odprowadzania części wpływów z biletów do budżetu gminy. Budowa linii tramwajowych i wyposażenie miasta w elektryczność wpisywało się w politykę długoletniego nadburmistrza Ottomara Oertela, który w początkowym okresie sprawowania władzy skupił się na rozwoju infrastruktury komunalnej.
Po 1945 roku istniał rozpowszechniony w artykułach prasowych i publikacjach pogląd, że projekt tramwaju konnego został zrealizowany w roku 1882. Nowsze badania wykazały pomyłkę badaczy.

## Funkcjonowanie w latach 1898–1945

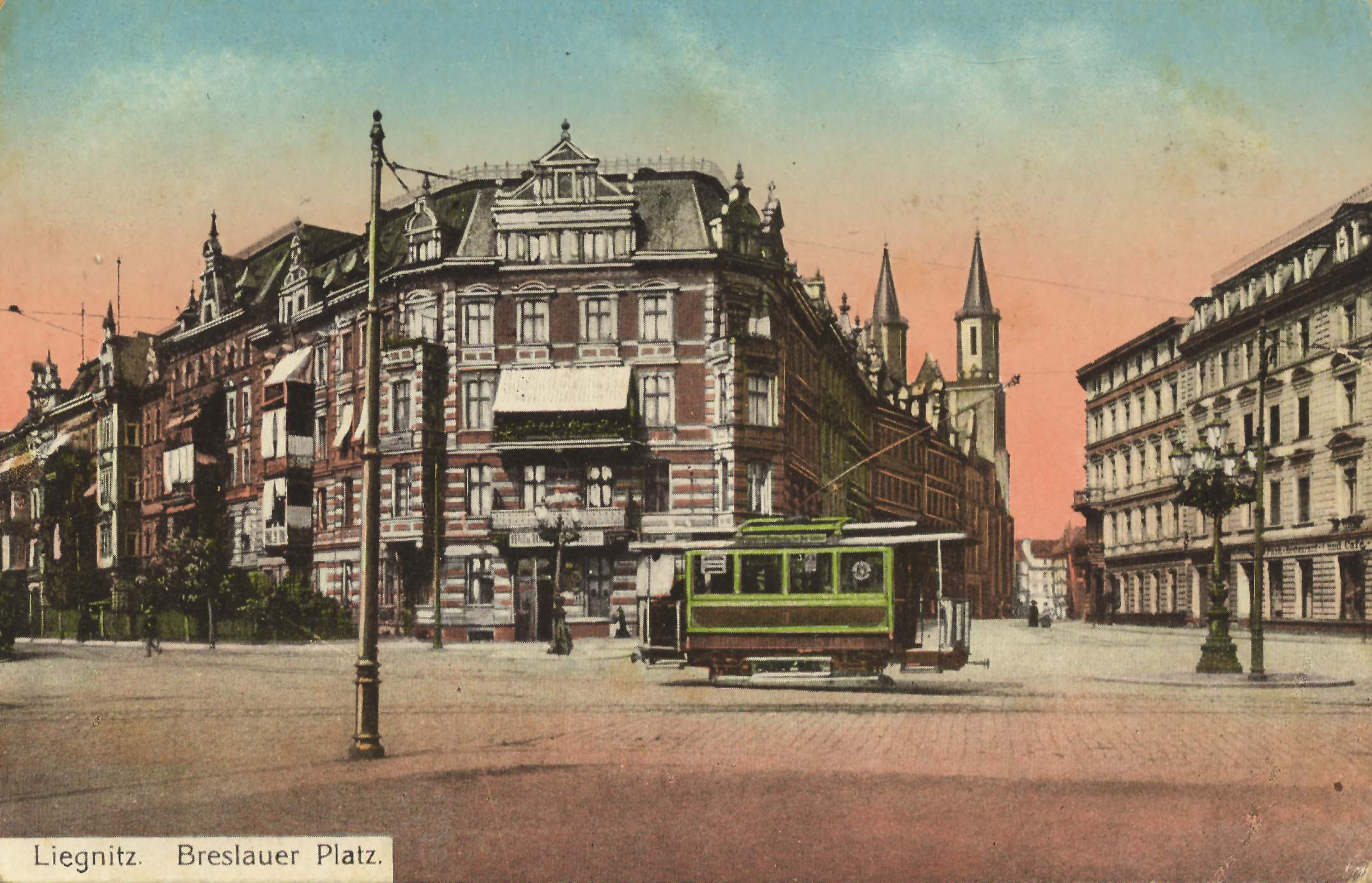
Przedwojenna pocztówka z tramwajem na pl.Wilsona

(Kursywą wyróżniono obowiązujące w opisywanym czasie oryginalne nazwy ulic)
Trasy tramwajowe i pierwszą elektrownię w liczącej 50 000 mieszkańców Legnicy otwarto 21 stycznia 1898 po dokonanym 18 stycznia odbiorze technicznym i trwającej 6 miesięcy budowie.
Początkowo zbudowano trzy trasy:
- Linia okrężna, z dworca kolejowego przez ul.Libana, pl. Wilsona (Breslauer Platz), ul. Witelona i Skarbka (Gartenstr.), plac Katedralny (Passage), Rynek (Ring), Złotoryjską (Goldberger Str.), Hutników (Grenadierstr.), Chojnowską (Haynauer Str.), Rynek, Grodzką (Burgstr.) i Nową (Glogauer Str.) do dworca,
- Linia transwersalna z ulicy Ściegiennego (Hedwigstr.) przez Skłodowskiej-Curie (Lübenerstr.), Rycerską (Ritterstr.), Partyzantów (Kohlmarkt), św. Jana (Johannisstr.), plac Katedralny (Passage), plac Słowiański (Friedrichplatz), Mickiewicza (Luisenstr.), Łukasińskiego (Schützenstr.) i Jaworzyńską (Jauerstr.) na Tarninów,
- Linia do cmentarza z placu Wilsona (Breslauer Platz) przez Wrocławską (Breslauer Str.) do cmentarza komunalnego (naprzeciw którego wzniesiono zajezdnię)[10].

Tramwaje kursujące na poszczególnych liniach w latach 1898–1940 były oznaczone kolorowymi tarczami.
Cała sieć liczyła 9,271 km toru pojedynczego z mijankami (także krańcowymi), zbudowany dla legnickiej sieci tabor składał się z 18 wagonów motorowych i 5 doczepnych zbudowanych w wytwórni Waggonfabrik Breslau. Początkowo linia okrężna kursowała z częstotliwością do 7,5 minuty, zaś pozostałe co 10 minut.
Zrealizowany przebieg linii miejskich okazał się nietrafny i wyniki finansowe operatora tramwajów odbiegały od prognoz. 31 stycznia 1900 za zgodą rady miejskiej zawieszono ruch na najmniej frekwencyjnym odcinku linii z placu Katedralnego do ul. Ściegiennego. W marcu 1901 zrzucanie śniegu na tory wstrzymało na całej sieci ruch na pięć dni. Władze spółki tramwajowej wnioskowały o zgodę na zmniejszenie częstotliwości kursowania i zmianę linii okrężnej w prostą, z przeniesieniem torowiska na ulicę Skarbową (Klosterstr.) i Najświętszej Marii Panny (Frauenstr.). Ostatecznie, przed rozbudową w 1911 roku ruch na sieci prowadzono w formie dwóch linii:
- plac Katedralny (Passage), Rynek (Ring), Złotoryjską (Goldberger Str.), Hutników (Grenadierstr.), Chojnowską (Haynauer Str.), Rynek, Grodzką (Burgstr.) i Nową (Glogauer Str.), przy dworcu kolejowym, ul. Libana (Gartenstrasse), i Wrocławską (Breslauer Str.) do cmentarza,
- plac Katedralny (Passage), plac Słowiański (Friedrichplatz), Mickiewicza (Luisenstr.), Łukasińskiego (Schützenstr.) i Jaworzyńską (Jauerstr.) do gospody „Dornbusch” na Tarninowie[13].

Przed II wojną światową Legnica miała charakter miasta rolniczego. W latach 1911–1913 dokonano rozbudowy sieci na tereny podmiejskie: 9 maja 1913 przedłużono linię na południe z Tarninowa do gospody Tivoli w okolicy ulicy Wielogórskiej w Przybkowie (Prinkendorf), zaś 29 sierpnia tegoż roku linię w kierunku cmentarza do gospody Musentempel w przedmieściu Piekary Wielkie (Groß-Beckern). Rozbudowie towarzyszyło zwiększenie parku taborowego o 4 wagony silnikowe i dwa doczepne, analogiczne do już posiadanych (z różnicą polegającą na zabudowanych pomostach przyczep) i wprowadzenie na wszystkich liniach kursowania wozów co 15 minut (spadek częstotliwości).
Od 31 grudnia 1922 do 5 lipca 1924 roku kursowanie tramwajów było zawieszone z powodu panującej w Niemczech hiperinflacji. Ruch wznowiono na linii miejskiej tylko na odcinku plac Katedralny (Passage) – Rynek (Ring) – Złotoryjska (Goldberger Str.) z częstotliwością 15-minutową oraz liniach podmiejskich do Piekar Wielkich i Przybkowa (kursy, odpowiednio, co 15 i co 30 minut).
Rozbudowa obrzeży miasta o nowe budynki towarzystw czynszowych poskutkowała przedłużeniem istniejących torowisk – gałęzi dawnej linii okrężnej. Torowisko w ulicy Chojnowskiej przedłużono od ulicy Hutników do ulicy Bocznej, a w ulicy Złotoryjskiej – do pl. Łużyckiego (Logauplatz). 18 lipca 1927 roku wszystkie trzy linie skierowano do dworca kolejowego, a 25 sierpnia 1927 roku przedłużono dwie trasy na odcinki zbudowanych przedłużeń do tymczasowych przystanków końcowych: linię miejską – od ulicy Hutników do narożnika ulicy Złotoryjskiej i Grunwaldzkiej (Friedrich-Ebert Str.), a linię z Piekar Wielkich – reaktywowanym torowiskiem przez Stare Miasto, następnie nowym odcinkiem w ulicy Chojnowskiej do rogu z dzisiejszą ulicy Szewczenki. Odcięto wówczas od sieci pozostawione torowisko w ulicy Hutników. Docelową długość sieci (13,9 km) uzyskano w roku 1928. Linie: miejska i do Piekar Wielkich kursowały z częstotliwością 15-minutową. Linia do Przybkowa kursowała co 30 minut, ale w 1928 roku wprowadzono na niej na stałe dodatkowe kursy po godzinie 12:00 uzupełniające takt do 15 minut. W 1933 roku trasę w ulicy Złotoryjskiej przedłużono do placu Łużyckiego.
W latach 1927–1933 dokonywano nieznacznych inwestycji w infrastrukturę: budowy poczekalni tramwajowych, remontów sieci (krótkie fragmenty torowisk i sieci trakcyjnej). Tabor tramwajowy najpierw zmodyfikowano, przebudowując niektóre wozy silnikowe na doczepy i uzyskując w ten sposób 16 składów dwuwagonowych. Następnie, wymieniono wszystkie wozy silnikowe na bardziej masywne i pojemne wagony wyprodukowane przez MAN, sprowadzane ze Zwickau (5 sztuk z lat 1910–1911, sprowadzonych między 10 a 13 grudnia 1927 i wdrożonych po kilku miesiącach w 1928 roku) oraz Essen (12 sztuk z lat 1899–1900 zbudowanych w fabryce Falkenried, lata 1929–1932), a dotychczasowe wozy motorowe przebudowano na doczepne.
Stan techniczny infrastruktury i taboru tramwajowego Legnicy w latach trzydziestych XX wieku był niezadowalający i wymagał wysokich środków finansowych na utrzymanie dotychczasowej funkcjonalności
Największy problem wobec wzrastającej liczby pasażerów stanowiła ograniczona przepustowość jednotorowej, wąskotorowej sieci. 17 września 1937 roku uruchomiono połączenie nowych dzielnic na północy i południu miasta (Przedmieście Głogowskie i Bielany) ze starym miastem i dworcem kolejowym pierwszą miejską, publiczną linią autobusową obsługiwaną również przez operatora tramwajów. Linia autobusowa w 1939 roku została przedłużona, a na przełomie lat 1939 i 1940 w związku z sytuacją wojenną (niedobór paliw płynnych) przejściowo zawieszona, po czym wznowiona na krótszej trasie.
Koncesja operatora legnickich tramwajów wygasła z końcem 1938 roku. Magistrat Legnicy zawarł ze spółką EWL nową umowę koncesyjną na 66 lat (obejmująca lata 1939–2004), obejmującą prawo samorządu miejskiego do udziału w zyskach (jeżeli byłyby osiągane).
Publiczno-prywatna spółka Elektricitäts-Werke Liegnitz (EWL) koncentrowała się na czerpaniu zysków ze sprzedaży energii elektrycznej. W 1939 roku udziałowcy spółki EWL (należącej: w 55% do koncernu Elektrowerke AG z Berlina, w 16% do miasta Legnicy, w 13% do okolicznych powiatów, a w pozostałej części do samorządów lokalnych, na których terenie spółka prowadziła sprzedaż energii) namawiali przedstawicieli magistratu Legnicy do rezygnacji z tramwajów na rzecz rozwijanych wówczas w III Rzeszy, uchodzących za tańsze i prostsze w eksploatacji trolejbusów. Władze spółki EWL postulowały całkowite zastąpienie tramwajów trolejbusami na przestrzeni pięciu lat (1941-1946). Ostatecznie, uruchomiono jedną linię trolejbusową, częściowo dublującą przebieg trasy linii tramwajowej oznaczonej później numerem 1 (plac Łużycki – dworzec kolejowy), oraz wybudowano trasę dojazdową trolejbusów do zajezdni (wspólnej z tramwajami), która miała być częścią drugiej linii trolejbusowej do Piekar Wielkich.
Z dniem 1 sierpnia 1940 wprowadzono numerację istniejących linii tramwajowych. Odtąd kursowały trzy kolejno numerowane linie:
- 1: plac Łużycki – dworzec kolejowy[28],
- 2: Piekary Wielkie – dworzec kolejowy – ulica Chojnowska[28],
- 3: Przybków – dworzec kolejowy[28].

W trakcie II wojny światowej przewód jezdny z miedzi zastąpiono wykonanym ze stali (metale nieżelazne konfiskowano do celów militarnych). W 1942 roku trzy wagony z Legnicy sprzedano do okupowanej przez Niemców Łodzi, sprowadzono też jeden wagon doczepny z Görlitz.
W okresie 1898–1945 przedsiębiorstwo tramwajowe w Legnicy posiadało równocześnie od 17 do 21 wozów silnikowych oraz od 5 do 13 wozów doczepnych. Napięcie elektryczne w sieci trakcyjnej wynosiło w Legnicy 500 woltów.
Na początku 1945 roku wobec postępu operacji dolnośląskiej wojsk radzieckich i zbliżania się frontu Legnica była przygotowywana do obrony, a komunikacja miejska została unieruchomiona.

## Funkcjonowanie w latach 1945–1968

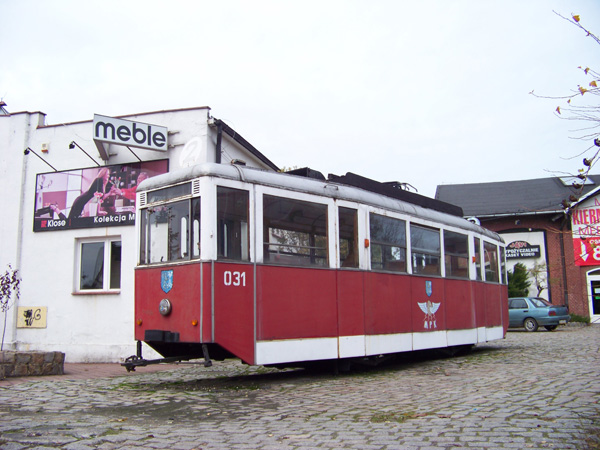
Konstal 5N pochodzący z Elbląga, ustawiony przed dawną zajezdnią tramwajową w latach 1998–2014. Tramwaj w detalach różni się od eksploatowanych do 1968 roku w Legnicy

9 lutego 1945 roku Legnica została zajęta przez oddziały Armii Czerwonej. Miasto bezpośrednio po II wojnie światowej jako część tzw. Ziem Odzyskanych postanowieniami międzynarodowymi konferencji jałtańskiej włączono w granice Polski. Osadnicy i ekspatrianci docierali do Legnicy od kwietnia 1945 roku. Polska delegacja oficjalnie przejęła władzę od komendantury radzieckiej 15 maja 1945 roku. Zakład tramwajowy był początkowo jedynym przedsiębiorstwem komunalnym przekazanym władzom polskim. Natychmiast, w drugiej połowie maja 1945 roku grupa 27 osób: trzynastu pionierów i czternastu skierowanych do pracy Niemców przystąpiła, podzielona na trzy brygady (do spraw: zajezdni, toru i zasilania) do prac nad odbudową przedsiębiorstwa tramwajowego. Z ulic odzyskano porzucone i porozrzucane przed wejściem Rosjan jako barykady wozy tramwajowe: 13 pojazdów silnikowych i 7 doczepnych. Do pierwszych, kluczowych problemów należały: zniszczone, zapadające się tory na ulicach, częściowo wyszabrowana zajezdnia i elektrownia. Od 15 lipca do października 1945 roku część Legnicy na lewym brzegu rzeki Kaczawy, obejmująca stare miasto i Tarninów została zamknięta przez wojska radzieckie przed dostępem ludności polskiej. Tramwaje uruchomiono uroczyście 31 października 1945 roku, w dniu powrotu zarządu miasta do centrum. Ruch wznowiono przy pomocy 4 wyremontowanych wozów silnikowych na trzech liniach, skróconych z uwagi na dewastację i niekompletność sieci trakcyjnej:
- 1: plac Łużycki – dworzec kolejowy[35],
- 2: ulica Wrocławska (skrzyżowanie z ulicą Różaną) – dworzec kolejowy – ulica Chojnowska (skrzyżowanie ulicą Żołnierską)[35],
- 3: Przybków – dworzec kolejowy[35].

W latach 1946–1950 w miarę pozyskiwania materiałów przywrócono przedwojenną długość tras oraz ilość taboru. Bazowano na majątku poniemieckim, przeprowadzano remonty szyn i wozów. Pozyskano silniki tramwajowe z Katowic.
Uzupełniającą legnicką sieć komunikacyjną linię autobusową między Bielanami a węzłem linii tramwajowych przy dworcu uruchomiono 23 maja 1948 roku, pojazdami pozyskanymi od wojska. Infrastruktura linii trolejbusowej, przed wojną mającej zastąpić tramwaje, mimo podjęcia w 1948 roku prac nad jej odbudową w starym przebiegu została ostatecznie przeniesiona na trasę linii „A”, gdzie w latach 1949–1956 równolegle kursowały autobusy i trolejbus.
Przedsiębiorstwo nosiło przejściowo różne nazwy: Dyrekcja tramwajów przy Zarządzie Miasta, Miejska Kolej Elektryczna, Miejskie Tramwaje Elektryczne, Miejskie Zakłady Komunikacyjne. W latach 1950–1954 zakład tramwajowy stanowił część miejskiego przedsiębiorstwa gospodarki komunalnej, następnie z początkiem roku 1955 został wyodrębniony jako Miejskie Przedsiębiorstwo Komunikacyjne.
Decyzją rządu PRL podjętą w 1951 roku w ramach planu sześcioletniego ulokowano w Legnicy zakłady przemysłu miedziowego. Budowa Huty Miedzi „Legnica” poskutkowała przedłużeniem linii tramwajowej nr „1” o 2,5 kilometra, z dotychczasowej krańcówki do wznoszonego zakładu. Pierwotnie zakładano doprowadzenie linii „1” do stacji kolejowej Pawłowice Małe dokąd dojeżdżali pracownicy, ostatecznie linię zakończono pętlą w pobliżu gmachu dyrekcji huty. 13 grudnia 1952 roku oddano do użytku pętlę uliczną na drugim krańcu linii w centrum Legnicy, poprzez połączenie torowe przez rynek, częściowo torami nieużywanymi od roku 1900. Zastosowane na torowisku od placu Łużyckiego do huty, w większości wydzielonym, typowe szyny tramwajowe pękały pod ciężarem pojazdów, dlatego w 1955 roku przeprowadzono ich wymianę na szyny stosowane w transporcie kolejowym.
W latach 1950–1955 zużyte wozy tramwajowe wymieniono na tramwaje używane, pozyskiwane z:
- Katowic, 6 sztuk, w tym[44]:
  - co najmniej 1 produkcji Werkspoor Utrecht dla Amsterdamu z 1904 roku, sprowadzony do Bytomia w roku 1940 wraz z 5 podobnymi wozami; pozyskany do Legnicy w latach 1950–1953,
- Łodzi, 11 sztuk, w tym[45]:
  - 3 wagony silnikowe typu Simmering I, z wiedeńskiej fabryki Maschinen-und Waggonbau-Fabriks-A.-G. wyprodukowane dla Łodzi w roku 1927,
  - 2 wagony silnikowe typu Simmering II, z ww. fabryki, wyprodukowane dla Łodzi w roku 1928,
  - 2 wagony silnikowe typu Lilpop z 1927 roku,
  - 2 wagony silnikowe Sanok z 1928 roku,
  - 2 wagony doczepne Herbrand produkcji Herbrand
- Wałbrzycha[46]:
  - 1 wagon silnikowy produkcji Linke-Hofmann Werke dla Wałbrzycha z lat 1899–1900.

Dwie używane przyczepy tramwajowe pozyskano w roku 1956 z Jeleniej Góry.
W 1951 roku do Legnicy dostarczono po raz pierwszy od momentu uruchomienia sieci fabrycznie nowy tramwaj Konstal 2N, decyzją Ministerstwa Gospodarki Komunalnej po roku przeniesiony do Łodzi, następnie 4 podobne tramwaje typu 2N w roku 1955, a w 1958-1961 roku 19 wozów Konstal 5N (12 wozów silnikowych i 7 doczepnych). Pozyskanie taboru używanego miało związek z budową linii do huty. Przydział przez Ministerstwo Gospodarki Komunalnej nowych tramwajów typu N pozwolił na rezygnację z eksploatacji wszystkich pojazdów produkcji przedwojennej.
Równolegle, od 1955 roku w oparciu o używane, a od 1956 roku fabrycznie nowe autobusy rozwijano linie autobusowe w rejonach miasta bez linii tramwajowych (obsługiwane połączenia tożsame z przedwojenną komunikacją autobusową (łączącą dworzec kolejowy, Bielany i Przedmieście Głogowskie) oraz w strefie podmiejskiej. Wozokilometr w przewozach autobusowych w roku 1960 był o 1/3 droższy od wozokilometra wykonanego przez tramwaje, tendencja ulegała jednak powolnemu odwróceniu.
Wyeksploatowana infrastruktura tramwajowa stwarzała problemy w ciągłości ruchu. Torowiska były skrajnie zużyte, dochodziło do częstych awarii polegających na pękaniu osi na wybojach, po wprowadzeniu cięższych od dotychczasowych wozów typu N występowały problemy ze spadkiem napięcia na linii do huty.
Wybudowane czterdzieści lat wcześniej, dla nieuprzemysłowionego miasta funkcjonującego w odmiennych realiach, trasy jednotorowe z mijankami nie gwarantowały odpowiedniej przepustowości, pozwalającej na kursowanie tramwajów z częstotliwością umożliwiającą sprawny dowóz do pracy. Tramwaje przez wiele lat kursowały bez dokładnych rozkładów jazdy. Do 1963 roku nie przestrzegano w Legnicy wynikającego z ruchu prawostronnego przepisu, nakazującego blokowania drzwi z lewej strony w kierunku jazdy, mimo podejmowanych w 1959 prób regulacji.
Rozpoczęcie rozbiórki zniszczonego Starego Miasta w Legnicy spowodowało rezygnację z obsługi linii tramwajowej między dworcem kolejowym a ulicą Chojnowską, dokąd skierowano linię autobusową z Kartuz. Wobec zamknięcia przejazdu przez Rynek w okresie między 10 kwietnia a 30 września 1961 roku wzniesiono nową pętlę uliczną, ulicami: Dworcową, Skarbową i Parkową do placu Wilsona. W styczniu 1961 roku do MPK Legnica przydzielono trzy tramwaje silnikowe 5N (ostatnia dostawa tramwajów), wydajność tramwajów w tym samym roku usiłowano zwiększyć poprzez dobudowę dodatkowych mijanek. Przeprowadzano bieżące remonty z wykorzystaniem szyn używanych z rozbieranych torowisk śródmieścia oraz pozyskanych z MPK Wałbrzych.
Po II wojnie światowej w Stanach Zjednoczonych oraz w Europie, na skutek poprawy dostępności transportu drogowego (w tym trolejbusów i autobusów) masowo likwidowano sieci tramwajowe. Ponadto, na przełomie lat 50. i 60. XX wieku w Polsce panowała tendencja, by utrzymać funkcjonowanie tramwajów jedynie w dużych miastach. W toku wewnętrznych dyskusji nad kompleksową przebudową miast Dolnego Śląska władze województwa wrocławskiego zadecydowały o zastąpieniu niewydolnych tramwajów wąskotorowych w Legnicy droższym, ale bardziej efektywnym w stosunku do ówczesnego systemu tramwajowego transportem autobusowym. Po raz pierwszy o zamiarze zastąpienia wszystkich linii tramwajowych autobusami władze Polskiej Zjednoczonej Partii Robotniczej zakomunikowały społeczeństwu w 1961 roku na łamach „Wiadomości Legnickich”, informując przy tym, że likwidacja tramwajów będzie rozłożona w czasie na dziesięć lat. Zwiększenie produkcji i dostępności autobusów San przyspieszyło likwidację poszczególnych linii. Podczas sesji 4 sierpnia 1966 roku Prezydium Miejskiej Rady Narodowej zadecydowało o zastąpieniu linii tramwajowej do Przybkowa autobusami, co nastąpiło po dostawie pojazdów 6 kwietnia 1967 roku. Dalsze przydziały autobusów umożliwiły 10 czerwca 1968 roku zlikwidowanie linii tramwajowej do huty i zwiększenie jej częstotliwości (13 autobusów zamiast 5 wozów tramwajowych). Tramwaje na ostatniej funkcjonującej linii, łączącej dworzec kolejowy w Legnicy i wieś Piekary Wielkie, zostały zastąpione nowymi autobusami od 1 lipca 1968 roku.
13 lipca 1968 z zajezdni przy ul. Wrocławskiej wyruszył specjalny, ostatni skład tramwajowy (wóz silnikowy z doczepą), którego przejazd po całej sieci stanowił uroczystość pożegnalną legnickich tramwajów.
W okresie 1945–1968 legnickie przedsiębiorstwo tramwajowe posiadało jednocześnie od 20 do 31 wozów, w tym od 13 do 23 pojazdów silnikowych.

## Likwidacja sieci
28 lipca 1968 roku w MPK powołano brygadę do likwidacji infrastruktury tramwajowej. Infrastruktura sieciowa legnickich tramwajów została zdemontowana w okresie od czerwca do października 1968 roku. Na ścianach kamienic pozostawiono tzw. rozety (kotwy, niekiedy zdobione, na których były zawieszone liny nośne sieci trakcyjnej). Torowiska wydzielone rozbierano od lipca do listopada 1968 roku, szyny sprzedano do MZK w Grudziądzu. Tory zainstalowane w brukowanych ulicach pozostawiono do czasu ich modernizacji, niekiedy – wraz z kostką brukową, zalewano je asfaltem. Najdłużej odkryty odcinek szyn tramwajowych z zachowaną mijanką znajdował się (do demontażu podczas remontu ulicy w roku 2017) w ciągu ulicy Wrocławskiej na Kartuzach. Odesłany w 1953 roku pierwszy legnicki wagon typu 2N był wykorzystywany w Łodzi liniowo do 1 listopada 1977 roku, a po przebudowie na pojazd nauki jazdy – do listopada 1991 roku. Pozostałe wagony 2N wysłano w 1967 roku do Bydgoszczy (1 wóz silnikowy) i Grudziądza (2 wozy silnikowe). W 1968 roku pozostałe wagony przekazano do: Bydgoszczy (2 wozy silnikowe i 4 doczepne), Łodzi (5 wagonów silnikowych) i Torunia (10 wagonów: 6 wagonów silnikowych i 4 doczepne). Siedzibę dyrekcji MPK przeniesiono w 1965 roku do nowej zajezdni autobusowej, wzniesionej w latach 1963–1965. Starą zajezdnię, jeszcze podczas funkcjonowania w latach 1966–1967 wyremontowano, zmieniając znacznie wygląd budynku (surowa elewacja, większe metalowe bramy), a zwrócono do dyspozycji władz miasta po wywiezieniu ostatnich tramwajów we wrześniu 1968 roku.
W 1998 roku Muzeum Miedzi w Legnicy pozyskało z okazji jubileuszu uruchomienia i likwidacji legnickich tramwajów wagon 5N z Elbląga, który ustylizowano na legnicki i ustawiono przed dawną zajezdnią. W 2015 roku Miejskie Przedsiębiorstwo Komunikacyjne w Legnicy zabrało tramwaj sprzed zajezdni do renowacji i odbudowy na kształt oryginalnych pojazdów 5N. Podczas remontu Rynku w roku 2010 w miejscu dawnej mijanki tramwajowej wbudowano w bruk fragment torów oraz pamiątkową tablicę.